# Хронология на гражданската война в Либия преди военната интервенция
Гражданската война в Либия избухва на 15 февруари 2011 година под формата на граждански протест, впоследствие превърнал се във въоръжена съпротива срещу режима на Муамар Кадафи. До 25 февруари опозицията завзема по-голямата част от Либия, но войските на Кадафи бързо си връщат изгубените територии. С изключение на Киренайка и няколко града от Триполитания (напр. Мисрата), Либия се намира под контрола на Муамар Кадафи.
На 17 март Съветът за сигурност на ООН прокарва резолюция, която дава право на страните членки да „вземат всички необходими мерки за защита на цивилното население, с изключение на сухопътно нашествие“. Това поставя началото на нова фаза в конфликта. Настоящата страница представя хронология на събития преди военната интервенция.

## Ранна фаза

### 15 февруари
Вечерта на 15 февруари 2011 г. около 200 души започват да протестират пред едно полицейско управление в Бенгази, като основната причина е задържането на активиста за човешки права Фети Тарбел. Той е известен с подкрепата си за семействата на загиналите при бунта в затвора Абу Салим през 1996 г., когато 1000 души са убити.
Впоследствие пред управлението се събират между 500 и 600 демонстранти, които скандират. Полицията насилствено потушава протеста. Ранени са около 40 души.

### 16 февруари
Протестите продължават в Бенгази, където стотици протестиращи са събират на Майдан ал Шаджара (Площадът на дървото). Полицията прави опит да ги разпръсне. След сблъсъци между двете групи, полицията бяга с микробуси и демонстрантите блокират улица „Гамал Насър“. Според Ал Яум над 1500 души правят опит да щурмуват полицейска сграда в Ал Байда. Протестиращите запалват две коли и изгарят щаба на пътната полиция. В последващите сблъсъци са убити 6 души са ранени трима. В Ал Куба над 400 души от всички възрасти запалват полицейското управление. Протести има и в Дарна и Аз Зинтан, но там няма ранени.
В Триполитания има и протести в подкрепа на правителството.
Вероятно заради протестите на 16 февруари са освободени 110 членове на Либийската ислямска бойна групировка.

### 17 февруари – Денят на гнева
На 17 февруари протестите протичат под лозунга „Ден на гнева“. Те са организирани чрез социалната мрежа Фейсбук. Демонстрантите скандират за оставката на премиера Ал Багдади Али ал Махмуди, но не настояват за падането на дългогодиния либийски лидер Муамар Кадафи.
Протестите на „Деня на гнева“ се провеждат в четори града в Либия. В Бенгази властта освобождава 30 затворници, за да се изправят срещу демонстрантите. Няколко протестиращи са убити от снайперисти и стрелба с огнестрелно оръжие от хеликоптери. Лондонския вестник Evening Standard и Al Jazeera English твърдят, че през деня са убити 14 души.

### 18 февруари
Хюман Райтс Уоч обявяват на своята страница, че освен в Триполи и Бенгази протести има в поне още 4 града – Ал Байда, Адждабия, Зауия и Дарна. Видеоклипове от Ал Байда показват окървавени тела в моргата и как демонстранти палят сградата на общината и разрушават паметника на Зелената книга, която съдържа мъдростите на лидера Кадафи.
Полицията започва да стреля по протестиращите, когато те се доближават до имота, в който Кадафи живее, докато посещава града.

### 19 февруари
Поради протестите Интернет в Либия е спрян, а в някои области е прекъснато и електричеството, което допълнително затруднява сдобиването с точна информация за събитията.
Според непотвърдена информация в Дарна, източно от Ал Байда, полицейските управления са опразнени. Вестникът „Деа“, който е собственост на синовете на Кадафи, обявява, че в града са линчувани двама полицаи. Непотвърдена информация твърди и че на много места войниците минават на страната на въстаниците, защото не искат да убиват свои съграждани.
В столицата Триполи не се наблюдават големи вълнения. Вестникът „Ал Заф ал Акдар“, който симпатизира на властта, пише, че режимът ще отговори „с ярост и насилие“ на всякакъв видс протест, но не споменава за „червените линии“.

### 20 февруари
На 20 февруари безредиците продължават.
Според информация от болниците, в Бенгази жертвите на протестите са над 200 – 300 души. Ислямските свещеници и племенните вождове в цялата страна призовават за край на кръвопролитията и оставката на настоящия режим. През деня големи протести започват и в столицата Триполи. Няма информация за жертви там.
Според изявления на осведомени, цялостният контрол на медиите е основната причина за невъзможността да се потвърди броя на жертвите в размириците. Достъпът до Интернет в Джамахирията е блокиран, както и мобилната мрежа, а държавната телевизия показва само видео на поддръжници на Кадафи, които въодушевено скандират в негова полза.

### 21 февруари
Синът на Кадафи, Сейф ал-Ислам Муамар ал-Кадафи, предупреждава, че страната е на ръба на гражданска война, свиквайни генералното събрание. Той се обръща към народа, че властта няма да се пречупи пред исканията на демонстрантите.
Демонстрантите запалват Народната зала в Триполи. Конфликтите между протестиращи и полиция в столицата продължават през цялата нощ. От покривите снайперисти стрелят към тълпата, а привърженици на Кадафи стрелят от автомобили в движение. Сейф Кадафи признава, че полицията и армията са направили грешни, но все пак броят на загиналите е много по-малък от обявения. От Хюман Райтс Уоч съобщават, че загиналите са над 250 и всяка минута броят им расте.
САЩ призовава Либия да не се опишва да потушава протестите.
В Бенгази демонстрантите поемат контрола над улиците и пленяват оръжието от складовете на полицията. Те също така свалят настоящото либийско знаме от сградата на главния съд и го заменят със старото знаме на монархията. Военни самолети и хеликоптери извършват нападения над протестиращите. Двама висши пилоти търсят политическо убежище в Малта, след като отказват да изпълнят заповедта да хвърлят бомби по демонстрантите.

### 22 февруари
Кадафи дава кратко обръщение по държавната телевизия. В него той завява, че е планувал да преговаря с младежите на Зеления площад, но плановете му се провалили поради дъжда. Тази реч слага край на широко разпространените спекулации, че той е избягал и е заминал за Венесуела. Той заявява „Не вярвайте на твърденията на тези лъжци!“."
Според някои източници либийската флота е обстрелвала демонстрантите от морето по заповед на Кадафи. Либийски плавателни съдове на няколко пъти са забелязани в близост с малтийския бряг, но малтийските власти не обръщат внимание на това.
Бившият либийски посланик в Индия, Али ал-Есауи, заявява, че се страхува да се завърне в родината си и потвърждава, че военни самолети са използвани в опитите за потушаване на бунтовете и чужди наемници са доведени в страната, за да потушат бунтовете. Много либийски дипломати подават оставка заради протестите, а част от тях призовават Кадафи да бъде съден за престъпления срещу човечеството.
Бившият британски министър на външните работи заявява, че е нужна бърза военна интервенция. Австрийската армия твърди, че въздушното пространство около Триполи е затворено, но после отрича това си твърдение. Австрийският министър на отбраната заявява:
| „ | Един наш източник ни съобщи, че въздушното пространство над Либия е затворено, но по-късно нашият самолет успя да кацне там. | “ |

Някои свидетели твърдят, че хиляди африкански наемници се опитват да потушат въстанието. Смята се, че Кадафи ги наема, защото знае, че не може да запази властта си армия от 5000 души. От друга страна, това води до допълнително увеличение на цената на нефтените продукти, както и до пълно унищожение на инфраструктурата на страната.
Събитията в Либия предизвикват спешна среща на Съвета за сигурност на ООН. Генералният секретар на ООН Бан Ки Мун и държавният секретар на САЩ Хилари Клинтън призовават за бързо прекратяване на кръвопролитието.
По същото време много държави започват да евакуират своите граждани от Либия. България изпраща правителственият самолет и полет на България Ер.
Протестите в Либия довеждат и до скок на цената на нефта.

## Основаване на Национален преходен съвет и настъпление на опозицията

### 4 март
На 4 март загиват най-малко 35 души в източна Либия, от тях 8 в боевете при стратегическото петролно селище Рас Лануф и 27 при експлозия на оръжеен склад близо до Бенгази, контролиран от опозицията. Безредици избухват и на Зеления площад в Триполи. В целия град са изпратени цивилни служители на силите за сигурност. 1500 души се включват в протестния митинг в столицата след молитвата в квартал Тажура. Властите започват да използват сълзотворен газ и огнестрелно оръжие за „умиротворяване“ на положението. Тълпата се разпръсква за кратко време, но после отново се събира, за да продължи протеста.

### 5 март
На 5 март жители на град Зауия съюобщават, че войски на Кадафи обстрелват мирни граждани в опитите за превземане на града. След тежки боеве е превзето нефтеното пристанище Рас Лануф от въстаниците. В Бенгази се сформира Национален съвет на Либия, състоящ се от 30 души, който по думите на въстаниците е единствения представителен орган в Либия.

### 6 март
Сраженията в Зауия, Рас Лануф и Мисурата продължават. Десетки хиляди започват да празнуват по улиците на Триполи заради победата на правителствените войски, обявена по държавната телевизия. Въстаниците опровергават тази информация и започват подготовка за офанзива срещу Сирт – родното място на Муамар Кадафи. Ройтерс съобщава за интензивен ракетен огън в Триполи. Междувременно германският външен министър Гидо Вестервеле настоява за нови санкции срещу Кадафи. В същото време либийското правителство премахва вносните мита върху хранителните стоки, както и данъците „върху производството и потреблението“.

### 7 март
На 7 март китайският външен министър Ян Цзечъ обсъжда ситуацията в Либия с генералния секретар на Лигата на арабските държави Амр Муса. Барак Обама заявява, че НАТО обмисля военни варианти за действие в Либия и за подкрепа на либийския народ. Той разрешава отпускането на милиони долари хуманитарна помощ в Либия. Франция и Великобритания започват да подготвят проект за резолюция на ООН за установяване на зона, забранена за полети над Либия. В същото време Европейският съюз започва да подготвя нови финансови санкции срещу Либия. Бившият премиер на Либия Джадала Азуз ал Талхи прочита по държавната телевизия обръщение към старейшините в Бенгази. Той ги призовава „да дадат шанс на националния диалог за уреждане на кризата, да помогнат за спиране на кръвопролитията и да не позволяват на чужденци отново да дойдат и да превземат нашата страна“. Бунтовниците обаче настояват, че няма да приемат нищо друго освен оттегляне на Кадафи от властта. Междувременно противници на режима на Кадафи отбиват атаката срещу Мисурата, но сраженията в района продължават. При нападението загиват най-малко 20 души. Силите на Кадафи започват атака както в района на Триполи, така и в източната част. Боеве се водят и в района на град Завия. В същото време италианското правителство установява „дискретни“ контакти с Либийския национален съвет в Бенгази, с цел да помогне при намирането на разрешение на кризата в страната.

### 8 март
След първоначално несъгласие, ръководителят на Либийския национален съвет заявява, че Муамар Кадафи няма да бъде съден, ако се съгласи да се оттегли от поста си в следващите 72 часа. Междувременно Европейският съюз налага нови санкции върху Либия, насочени основно към суверенен фонд на Либия и централната ѝ банка. Според „Асошиейтид прес“ на 8 март 2011 година Кадафи си връща контрола върху Зауия. Танкове и военни автомобили обграждат Зауия и започват произволна стрелба по къщи. Според телевизия „Ал Арабия“ въздушен удар в Бенгази поразява сграда, в която пребивават журналисти. Силите на Кадафи се окопават с танковете си в покрайнините на Бин Джауад, който е превзет от тях, а бунтовниците се оттеглят в Рас Лануф. Сраженията около Мисурата продължават.

### 9 – 11 март
На 9 март военните, лоялни на Кадафи обявяват че напълно контролират положението в град Зауия. В същото време самият Кадафи заявява, че Западът има интерес от превръщането на Либия в колония на САЩ, Великобритания или Франция, главно заради петролните богатства на страната. След като възможността за забранена зона за полети става все по актуална, либийските ВВС започват да увеличават атаките срещу бунтовниците. По-късно през деня, източници на опозицията твърдят, че са си върнали контрола на град Зауия, който е върнат под контрола на Кадафи по-рано през деня.
На 10 март Зауия е отново е в ръцете на лоялистите. На същия ден руският президент Дмитрий Медведев подписва указ, който забранява доставката на всякакви видове оръжие, боеприпаси и военна техника за Либия. На същия ден Франция и Португалия признават временното либийско правителство, формирано от опозиционните сили.
На 11 март става ясно, че САЩ възнамерява да изпрати хуманитарни екипи в Източна Либия, която е контролирана от опозицията. Същевременно Франция и Великобритания обсъждат нанасяне на въздушни удари по военни обекти в Либия, с цел да предотвратят бомбардирането на мирни жители от либийските ВВС.

## Успешно контранастъпление на Кадафи

### 13 – 17 март 2011
На 12 март се свиква среща в Кайро на външните министри от Арабската лига. На срещата е приета резолюция, в която се призовава ООН да наложи забранена за полети зона над Либия. На 13 март либийското ръководство заявява, че резолюцията на Арабската лига е „неприемливо“ нарушение на хартата на организацията. В същото време Арабската лига обявява, че отхвърля всякаква чуждестранна военна намеса срещу либийския народ и че е влязла в контакт с либийския бунтовнически Преходен национален съвет в Бенгази. Лигата решава да замрази членството на Либия заради кървавите репресии на протестните прояви срещу режима на Кадафи. На 14 март Кадафи призовава Русия, Китай и Индия да инвестират в либийския петролен сектор. Предложението си Муамар Кадафи прави на среща с посланиците на трите страни. В същото време върховният представител на ЕС за външната политика Катрин Аштън изпраща мисия в Бенгази, съставена от членове на дипломатическата служба на ЕС. Целта на мисията е „събиране на информация и оценка на ситуацията в помощ на превантивното планиране, което е в ход за даване отговор на либийската криза“. На 15 март Кадафи заплашва Запада, че ако чужди войски влязат в Либия, той ще се присъедини към джихада на Осама бин Ладен. В свое интервю Кадафи нарича Саркози „луд“, а Берлускони – предател. На 16 март синът на Муамар Кадафи – Сейф ал Ислам, заявява, че силите на Кадафи наближават към Бенгази и „всичко ще приключи до 48 часа“. В същото време организацията „Лекари без граници“ започва да изтегля своя персонал от Бенгази. На 17 март либийската армия дава ултиматум на жителите на Бенгази до полунощ местно време да напуснат завзетите от бунтовниците райони и местата край оръжейните складове. Кадафи заявява, че 17 март ще остане в историята като деня на „решителната битка“ за град Мисурата. Изтребители от либийските ВВС нанасят ракетен удар срещу летището Бенина. В град Адждабия са убити най-малко 30 души, между които жени и деца. Силите на Муамар Кадафи достигат до „портите“ на Бенгази. Междувременно „Ню Йорк Таймс“ съобщава, че четирима журналисти, отразяващи сраженията в Либия, са изчезнали.

### 18 март 2011
Властите в Либия отхвърлят резолюцията на Съвета за сигурност на ООН. Официалният говорител на министерството на външните работи на Либия Халед Каим заявява, че резолюцията „представлява заплаха за единството на страната“. Говорителят на френското правителство заявява, че Франция ще се включи във военна операция срещу Либия. Военният министър на Норвегия заявява, че Норвегия също ще участва във военна операция срещу Либия. Междувременно Либия затваря въздушното си пространство. Верните на Кадафи сили започват да обстрелват Мисурата. Телевизия „Ал Арабия“ съобщава, че убитите са 4, а ранените са 70 души. Кадафи предупреждава чуждите държави да не предприемат военна намеса в либийския конфликт. Той обвинява противниците на неговия режим в „расизъм, злоба и лудост“. Няколко часа по-късно либийските власти заявяват, че незабавно ще прекратят огъня, за да защитят цивилните граждани. Един от ръководителите на либийските въстаници Халифа Хефтир заявява, че никой в Бенгази не възприема сериозно премирието. Боевете край Мисурата не спират. Градът е подложен на артилерийски обстрел. Изтребители на либийските ВВС бомбардират градовете Зинтан и Рагуб в западната област Джебел ал Гарби.
На 18 март се взема решение ООН да наложи зона, забранена за полети над Либия. На следващия ден започват международните военни операции срещу джамахирията.